# Atrichopogon
Atrichopogon is een geslacht van stekende muggen uit de familie van de knutten (Ceratopogonidae).

## Soorten
- A. aethiops (Goetghebuer, 1920)
- A. albiscapula Kieffer, 1918
- A. alveolatus Nielsen, 1951
- A. appendiculatus (Goetghebuer, 1920)
- A. arcticus (Coquillett, 1900)
- A. archboldi Wirth, 1995
- A. atribarbus Kieffer, 1922
- A. atriscapulus Kieffer, 1918
- A. bargaensis Remm, 1972
- A. borkenti Wirth, 1994
- A. breviserrus (Kieffer, 1924)
- A. brunnipes (Meigen, 1804)
- A. corpulentus Ewen, 1958
- A. cretensis Kieffer, 1919
- A. crinitus Ewen, 1958
- A. deyrupi Wirth, 1994
- A. downesi Wirth, 1980
- A. dubius Nielsen, 1951
- A. epicautae Wirth, 1956
- A. falcatus Boesel, 1973
- A. farri Wirth, 1956
- A. flaveolus Zilahi-Sebess, 1936
- A. flavitarsatus (Becker, 1903)
- A. flavolineatus (Strobl, 1880)
- A. flavus Ewen, 1958
- A. forcipatus (Winnertz, 1852)
- A. fulvipes Remm, 1972
- A. fuscinervis (Malloch, 1915)
- A. fusculus (Coquillett, 1901)
- A. fuscus (Meigen, 1804)
- A. geminus Boesel, 1973
- A. gilvus (Coquillett, 1905)
- A. glabricollis (Waltl, 1837)
- A. griseolus (Zetterstedt, 1855)
- A. haesitans (Kieffer, 1922)
- A. hexastichus Nielsen, 1951
- A. hirtidorsum Remm, 1961
- A. hispaniae Havelka, 1979
- A. hortensis Sahuquillo & Gil Collado, 1982
- A. humicolus Ewen, 1958
- A. inconspicuus Ewen, 1958

- A. infuscus Goetghebuer, 1929
- A. jamnbacki Wirth, 1994
- A. latipygus Vaillant, 1957
- A. levis (Coquillett, 1901)
- A. longicalcar Remm, 1961
- A. longiserrus (Kieffer, 1921)
- A. lucorum (Meigen, 1818)
- A. luteicollis (Becker, 1903)
- A. maculatus (Lundstrom, 1910)
- A. maculosus Ewen, 1958
- A. meloesugans Kieffer, 1922
- A. minutus (Meigen, 1830)
- A. miripalpis Kieffer, 1924
- A. montium Stora, 1936
- A. muelleri (Muller, 1905)
- A. nemestrinus (Santos Abreu, 1918)
- A. nudus Zilahi-Sebess, 1940
- A. occidentalis Wirth, 1952
- A. oedemerarum Stor†, 1939
- A. orbicularis Kieffer, 1919
- A. parvulus Kieffer, 1919
- A. paulus Remm, 1961
- A. pavidus (Winnertz, 1852)
- A. peregrinus (Johannsen, 1908)
- A. psilopterus Kieffer, 1919
- A. rostratus (Winnertz, 1852)
- A. serrulatus Kieffer, 1924
- A. singularis (Kieffer, 1921)
- A. speculiger Nielsen, 1951
- A. sphagnalis (Kieffer, 1925)
- A. tatricus Remm, 1981
- A. thienemanni Kieffer, 1921
- A. titanus Boesel, 1973
- A. transiens (Walker, 1848)
- A. transversus Wirth, 1952
- A. tritomus Kieffer, 1919
- A. unilineatus Remm, 1967
- A. warmkei Wirth, 1956
- A. websteri (Coquillett, 1901)
- A. winnertzi Goetghebuer, 1922
- A. wirthi Chan and Linley, 1988